# 阿魯利姆
阿魯利姆（羅馬化：a2-lu-lim）是蘇美爾傳統上的第一位埃利都王，亦是第一位蘇美爾王，在位28800年，傳說在他在位時代前後，埃利都的守護神恩基將文明帶給了蘇美爾人。
根據巴比倫尼亞與聖經傳統中的世代，哈羅教授（William W. Hallo）認為阿魯利姆實際上是半人半魚的七聖哲之一，且可能與聖經世系中提到的以挪士為同一人，并認為他的名字意思為“鹿”。而謝伊教授（William H. Shea）認為他是與亞當同時代的人，而後者源自美索不達米亞傳統中的智者阿達帕。